# Dominique Gardères
Dominique Maximien Gardères (Biarritz, 22 d'octubre de 1856 – ?) va ser un genet francès que va prendre part en els Jocs Olímpics de París de 1900. Gardères disputà el concurs de salt d'alçada del programa d'hípica amb el cavall Canéla, que amb un salt d'1m 85cm li va valer per compartir la medalla d'or amb l'italià Giovanni Giorgio Trissino.